# Oficina de Servicios para Niños y Familias del Estado de Nueva York
La Oficina de Servicios para Niños y Familias del Estado de Nueva York (New York State Office of Children and Family Services, OCFS) es una agencia del estado de Nueva York. Tiene su sede en el Capitol View Office Park en Rensselaer. Gestiona servicios para niños y familias.
La Division of Juvenile Justice and Opportunities for Youth (DJJOY) gestiona los reformatorios para niños en el estado.